# Бухер, Уолтер
Уолтер Херман Бухер (Бачер) (англ. Walter Hermann Bucher) — немецкий и американский геолог и палеонтолог, доктор геологии (1911), профессор Университета Цинциннати (1924), Президент Американского геофизического союза (1948–1953), а также Президент Геологического общества Америки (1955). Одновременно и независимо с М. М. Тетяевым развивал пульсационную гипотезу геотектонического развития Земли, сформулированную им как обобщение гипотез контракции (сжатия) и экспансии (расширения) в 30-е годы XX века.

## Биография
Вальтер Бухер родился в США, в г. Акрон (Огайо) в швейцарско-немецкой семье. Вскоре после этого семья вернулась в Германию, где он получил образование. В 1911 году В. Бухер защитил диссертацию доктора наук по темам геологии и палеонтологии в Гейдельбергском университете и в этом же году вернулся в США, где был принят лектором в университет Цинциннати. В университете В. Бухер последовательно рос от ассистента (1915) до профессора геологического факультета (1924), а в 1937 году получил должность декана этого факультета.
Его ранние работы относились к палеонтологии, где он выполнил исследования по строматолитам, оолитам и русловым грядам. Несколько позднее он сконцентрировался на проблеме диастрофизма земной коры и впервые (одновременно  и независимо с М.М. Тетяевым) предложил в 1933 году пульсационную гипотезу развития Земли.
В 1935 году В. Бухер становится президентом Академии наук штата Огайо. В 1940 году он переходит в Колумбийский университет, специализируясь на структурной геологии. Известно, что в это же время он консультировал Манхэттенский проект в части исследований влияния детонации атомной бомбы на земную кору.
Президент Геологического общества Америки (1955).
После выхода на пенсию в 1956 году оставался профессором геологии в университете города Ньюбери (Южная Каролина). Также консультировал нефтяные компании и длительное время отдавал работе в их лаборатории в Хьюстоне (Техас).
Умер от сердечной недостаточности 17 февраля 1965 года.

## Научная деятельность
Вальтер Германн Бухер известен, прежде всего, своими работами в области структурной геологии.
В 1933 году он издает свою знаменитую книгу "Деформирование земной коры", переизданную затем в 1938 году, где вводит гипотезу пульсационного развития Земли, обобщающую существовавшие гипотезы контракции (сжатия) и экспансии (расширения). В этой работе он критически отнесся к гипотезе дрейфа материков Вегенера, считая, что совпадение формы материков и подвижность отдельных участков земной коры могут быть объяснены пульсациями геоида.

## Награды, признание, память
- Медаль им. Джона А. Боунокера (1938).
- Медаль Уильяма Боуи[англ.] (1955).
- Медаль им. Леопольда фон Буха Немецкого Геологического общества (1955).
- Медаль Пенроуза Американского Геологического общества (англ. Geological Society of America) (1960).

В честь В.Г. Бухера в 1966 году учреждена Медаль Американского геофизического союза.
Гряда Бухера на Луне названа в память о В.Г. Бухере.

## Семья
Отец В. Бухера и родители отца родом из Цюриха. Мать и её родители - из Вюртемберга, южная Германия, переехавшие в Цюрих. Все были очень религиозны, а мать - особенно, до фанатизма. Как отец, так и мать и их родители очень любили музыку, и эта любовь передалась сыну, который был искусным пианистом.